# 林元枝
林元枝（1909年—1982年）蘆竹人，台北二高畢業，其家族為蘆竹望族，曾任蘆竹鄉長、省工委桃園縣委書記，二二八事件時率眾包圍大園軍用機場，3月2日率眾包圍大溪區署，3日佔領中壢區署宣布自治，事敗後潛逃，透過簡吉介紹加入共產黨，任桃園縣委書記發展地下組織，領導游阿添、楊樹發、謝萬福等，並於十三份成立武裝工作隊。由於成員多為地方角頭，行為不受約束而失控犯下綁架勒贖及殺人等情事，1950年11月林元枝躲藏至苗栗領導苑裡支部，1952年因飲用溪水身染肺吸蟲病，且陳福星等人已自新，於7月14日自首，自首後竟因其背景被派往綠島擔任教官，待遇卻如綠島新生，形同關押綠島19年，釋放後於1982年去世。

## 生平

### 蘆竹望族
林元枝，1909年生於日治新竹州桃園郡蘆竹(今桃園蘆竹)，台北州立第二中學校畢(今成功中學)，其家族是蘆竹有名的林天賜家族，祖先於乾隆年間渡海來台在蘆竹地區靠買賣土地致富，甲午戰爭時，蘆竹林家參與了1896年1月1日的台北城義軍起義自坪頂進攻台北城，之後日軍進行大嵙崁大燒殺，林家大坑本厝遭燒毀，維字輩家族成員19人慘遭日軍報復殺害，家道中落，林元枝父親林維贊因而入贅當時南崁首富王家，因此林元枝兄弟都姓王，由於林氏家族重視子弟教育而不出仕日本當局，至丕字輩與元字輩開始擔任日本公職，逐漸回復舊日林氏基業，成為蘆竹地區重要仕紳家族。由於林元枝就讀台北二中，加上家族曾參與抗日，年輕時更接觸社會主義，為人富正義感，因此結識許多江湖兄弟，由於他的學歷高，儼然成為眾人的領袖，1945年二戰結束後，林元枝依靠其號令黑白兩道的聲望，出面組織公安隊，維持地方秩序，國民政府接收後，更被委派為首任蘆竹鄉長，其表弟林元昱、家族成員林元杰後來也皆為蘆竹鄉長，前後長達二十多年。

### 加入共產黨
1947年二二八事件，林元枝對時局深感憤怒，召集平日結交好友，於3月2日率眾包圍南崁派出所，繳獲警用武器後，並前往「圈仔內」(大園軍用機場)，3日占領中壢區署宣布自治，國民政府派劉雨卿部鎮壓，林元枝開始潛逃。由於林元枝的地方實力，當局多次派員搜索始終找不到林元枝，1947年5月由桃園大圳水利會職員詹木枝介紹認識簡吉並加入共產黨，任桃園縣委書記發展地下組織協助張志忠建立南崁及竹圍兩個省工委支部，林元枝召集舊日相熟好友吳敦仁、呂喬木、曾阿華與道上兄弟游阿添、黃阿能、楊樹發、謝萬福等加入省工委。1948年林器聰遭逮捕，林元枝與張阿屘等人前往台北躲藏於親戚家中。1949年4月林元枝返回南崁，簡吉將南崁支部交與林元枝，實際上仍由張志忠領導。

### 成立武工隊
1949年10月張志忠、陳福星於十三份成立武裝工作隊，林元枝於筆錄中表示，成立武裝工作隊的目的是計畫搶劫、綁架地主富商來開展省工委財源，例如綁架桃園名人陳希達、遊姓肉商等，對於地方上政府警察或國民黨眼線派武裝人員暗殺，然而隨著逃亡過程，武工隊逐漸失控，甚至殺人強盜，依據跟隨武工隊之成員簡國賢的供詞顯示，1950年8月游阿添、黃阿能、楊樹發、謝萬福等人在十三份附近圳仔頭隨機擄人，綁押談話後將其刺殺，由於武裝工作隊成立不久，1950年1月，張志忠就遭到逮捕，隨後，蔡孝乾也落網，桃園地區的成員由陳福星、曾永賢等依退守保幹的方針往鄉村撤退，並從桃園轉往苗栗山區躲藏，林元枝與吳敦仁、呂喬木等也於11月轉往苗栗躲藏，透過賴阿煥與魚藤坪基地的陳福星聯繫，1952年4月林元枝感覺藏匿地點可能曝光，與呂喬木、李詩漢、吳敦仁、彭坤德返回桃園外社，獲悉陳福星等人已自新，由於長期躲藏山區飲用溪水，林元枝身染肺吸蟲病，又不願意收容他的親朋好友受到拖累，於1952年7月14日自首。

### 軟禁綠島
自新後的林元枝，本應如陳福星、曾永賢、黎明華等人一樣，接受當局安排工作與監視，林元枝自白顯示藏匿桃園多時，但保密局幹員卻根本蒐查不到他，當局認為林元枝地緣關係與家族勢力有必要與之隔絕，竟將自新後的林元枝派往綠島，雖給予教官名義，但由盧兆麟、吳敦仁等證言顯示林元枝之待遇與新生無異，如此滯留綠島19年之久，1970年得以返回故鄉，1982年即過世。

### 冤獄賠償
由於吳敦仁等人的證詞，由於沒有判決書林元枝等於被非法監禁19年，2000年林元枝的五名子女向政府提出冤獄賠償，2002年，台北地方法院判准應賠新台幣二千四百七十二萬四千元。創下冤獄賠償最高紀錄。

### 相關案件
林元枝與呂喬木、李詩漢、吳敦仁、彭坤德同時向當局自首，林元枝的自新與自白導致許多人遭到逮捕，計有游清添案、林金堂案、葉水田案、楊樹發案、楊阿木案、詹木枝案、鄭再添案、黃阿能案、許慶案等，相關案件遭判刑者有吳阿爐、李景昭、陳阿水、陳敬賢、游石寶、游則智、薛子健、簡文宣、黃啟賢、莊松樹、黃添登、陳春園、林秋英、莊新祿、陳錦源、劉落、魏阿肚、林清波、王傳境、林阿鐘、邱寶貴、嚴丁枝、江清華、吳柏青、吳子仲、陳輝煌、陳新發、曾阿華、林進興、陳玉瑛、余日旺、陳添旺、蔡亮、林秋蘭、林器聰、莊文傳、馬同超、劉萬山、呂華璋、呂木標、邱乾耀、邱聯飛、林金堂、游清添、莊文忠、莊傳義、林添丁、張金塗、呂源、蔡明通、葉水田、楊樹發、楊永全、徐清全、楊阿木、楊叡艷、詹木枝、鄭再添、林乾、黃阿能、許慶、黃金龍、李成、莊永和等人。其中無辜的68歲老農莊新祿因留宿林元枝遭判死刑，通霄鎮長邱乾耀以窩藏共黨罪名遭判死刑，楊阿木、詹木枝自首後仍遭槍決，另遭判死刑者有楊樹發、楊永全、徐清全、蔡明通、葉水田、游清添、莊文忠、莊傳義、鄭再添、簡文宣、黃啟賢等11人。